# 57. Międzynarodowy Festiwal Filmowy w Cannes
57. Międzynarodowy Festiwal Filmowy w Cannes odbył się w dniach 12–23 maja 2004 roku. Imprezę otworzył pokaz hiszpańskiego filmu Złe wychowanie w reżyserii Pedro Almodóvara. W konkursie głównym zaprezentowanych zostało 19 filmów pochodzących z 12 różnych krajów.
Jury pod przewodnictwem amerykańskiego reżysera Quentina Tarantino przyznało nagrodę główną festiwalu, Złotą Palmę, amerykańskiemu filmowi dokumentalnemu Fahrenheit 9.11 w reżyserii Michaela Moore’a. Drugą nagrodę w konkursie głównym, Grand Prix, przyznano koreańskiemu obrazowi Oldboy w reżyserii Park Chan-wooka.
Oficjalny plakat promocyjny festiwalu przedstawiał oryginalną ilustrację wykonaną przez Alerte Orange nawiązującą do klasycznego filmu Słomiany wdowiec (1955) Billy’ego Wildera z Marilyn Monroe w roli głównej. Galę otwarcia i zamknięcia festiwalu prowadziła włoska aktorka Laura Morante.

## Członkowie jury

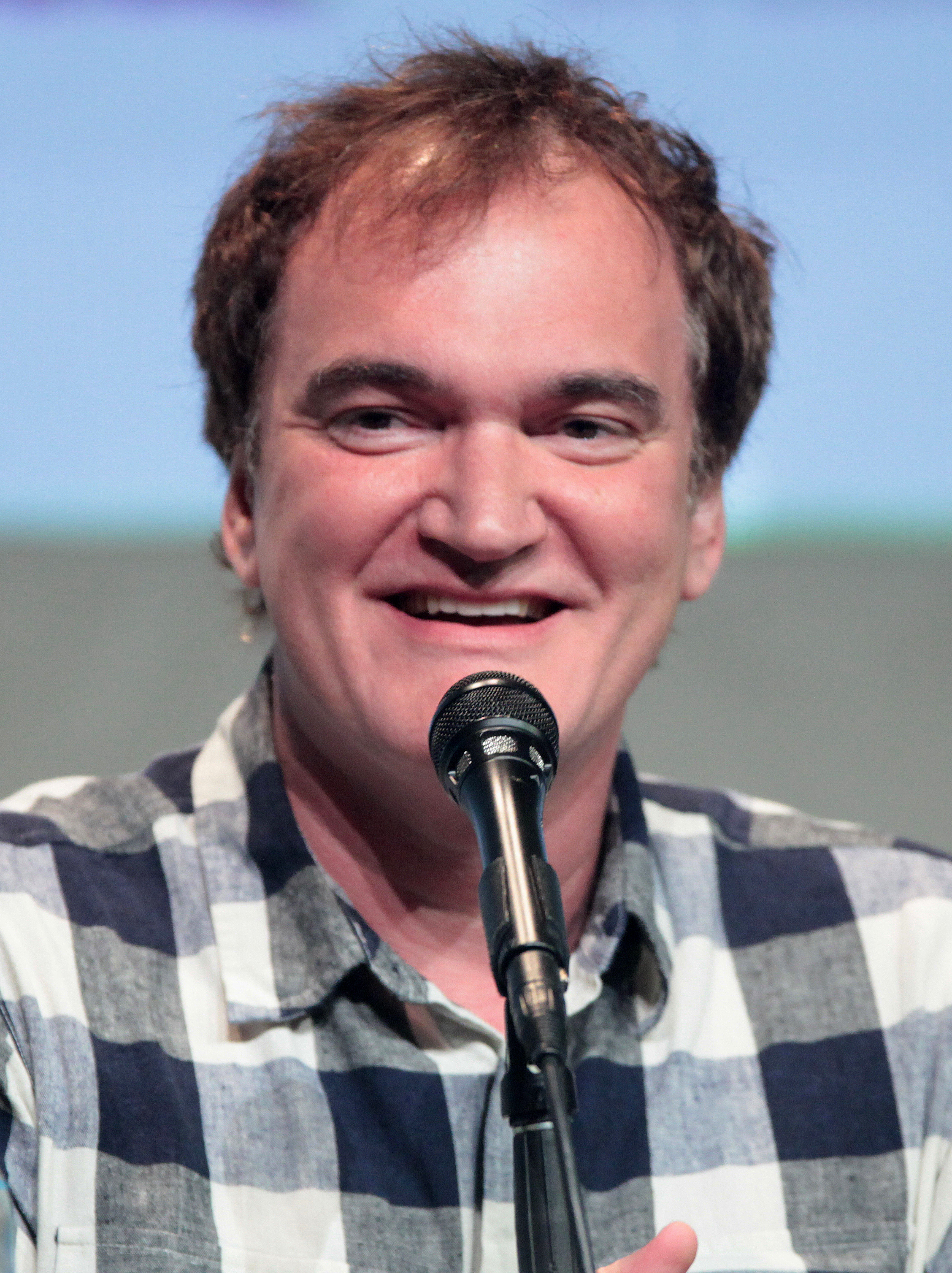
Przewodniczący jury konkursu głównego Quentin Tarantino.

### Konkurs główny
- Quentin Tarantino, amerykański reżyser – przewodniczący jury[5]
- Emmanuelle Béart, francuska aktorka
- Edwidge Danticat, haitańska pisarka
- Tsui Hark, hongkoński reżyser
- Benoît Poelvoorde, belgijski aktor
- Jerry Schatzberg, amerykański reżyser
- Tilda Swinton, brytyjska aktorka
- Kathleen Turner, amerykańska aktorka
- Peter von Bagh, fiński historyk filmu

### Sekcja „Un Certain Regard”
- Jeremy Thomas, brytyjski producent filmowy – przewodniczący jury
- Michel Demopoulos, grecki krytyk filmowy
- Carlos Gomez, hiszpański krytyk filmowy
- Eric Libiot, francuski krytyk filmowy
- Baba Richerme, włoski dziennikarz
- Eva Zaoralova, dyrektor artystyczna MFF w Karlowych Warach

### Cinéfondation i filmy krótkometrażowe
- Nikita Michałkow, rosyjski reżyser – przewodniczący jury
- Nuri Bilge Ceylan, turecki reżyser
- Nicole Garcia, francuska aktorka i reżyserka
- Marisa Paredes, hiszpańska aktorka
- Pablo Trapero, argentyński reżyser

### Złota Kamera – debiuty reżyserskie
- Tim Roth, brytyjski aktor – przewodniczący jury
- Alberto Barbera, dyrektor Museo Nazionale del Cinema w Turynie
- N.T. Binh, francuski reżyser
- Alain Choquart, francuski operator filmowy
- Isabelle Frillay, przedstawicielka FICAM
- Diego Galan, hiszpański krytyk filmowy
- Laure Protat, miłośniczka kina
- Aldo Tassone, włoski krytyk filmowy
- Anne Théron, francuska reżyserka

## Selekcja oficjalna

### Otwarcie i zamknięcie festiwalu
|             | Tytuł          | Reżyseria       | Kraj produkcji    |
| ----------- | -------------- | --------------- | ----------------- |
| Otwierający | Złe wychowanie | Pedro Almodóvar | Hiszpania         |
| Zamykający  | De-Lovely      | Irwin Winkler   | Stany Zjednoczone |

### Konkurs główny
Następujące filmy zostały wyselekcjonowane do udziału w konkursie głównym o Złotą Palmę:
| Tytuł polski                        | Tytuł oryginalny                               | Reżyseria                                    | Kraj produkcji    |
| ----------------------------------- | ---------------------------------------------- | -------------------------------------------- | ----------------- |
| 2046                                | 2046                                           | Wong Kar-Wai                                 | Hongkong          |
| Czysta                              | Clean                                          | Olivier Assayas                              | Francja           |
| Popatrz na mnie                     | Comme une image                                | Agnès Jaoui                                  | Francja           |
| Skutki miłości                      | Le conseguenze dell’amore                      | Paolo Sorrentino                             | Włochy            |
| Dziecięcy świat                     | 誰も知らない Dare mo shiranai                  | Hirokazu Koreeda                             | Japonia           |
| Dzienniki motocyklowe               | Diarios de motocicleta                         | Walter Salles                                | Brazylia          |
| Exils                               | Exils                                          | Tony Gatlif                                  | Francja           |
| Fahrenheit 9.11                     | Fahrenheit 9/11                                | Michael Moore                                | Stany Zjednoczone |
| Edukatorzy                          | Die fetten Jahre sind vorbei                   | Hans Weingartner                             | Austria           |
| Ghost in the Shell 2: Niewinność    | イノセンス Inosensu: Innocence                 | Mamoru Oshii                                 | Japonia           |
| Ladykillers, czyli zabójczy kwintet | The Ladykillers                                | Joel i Ethan Coenowie                        | Stany Zjednoczone |
| Peter Sellers: Życie i śmierć       | The Life and Death of Peter Sellers            | Stephen Hopkins                              | Wielka Brytania   |
| W świecie wina                      | Mondovino                                      | Jonathan Nossiter                            | Stany Zjednoczone |
| Święta dziewczyna                   | La niña santa                                  | Lucrecia Martel                              | Argentyna         |
| Oldboy                              | 올드보이 Oldeuboi                              | Park Chan-wook                               | Korea Południowa  |
| Shrek 2                             | Shrek 2                                        | Andrew Adamson, Kelly Asbury i Conrad Vernon | Stany Zjednoczone |
| Choroba tropikalna                  | สัตว์ประหลาด Sud pralad                          | Apichatpong Weerasethakul                    | Tajlandia         |
| Kobieta jest przyszłością mężczyzny | 여자는 남자의 미래다 Yeojaneun namjaui miraeda | Hong Sang-soo                                | Korea Południowa  |
| Życie jest cudem                    | Живот је чудо Život je čudo                    | Emir Kusturica                               | Serbia            |

### Pokazy pozakonkursowe
Następujące filmy zostały wyświetlone na festiwalu w ramach pokazów pozakonkursowych:
| Tytuł polski                         | Tytuł oryginalny                      | Reżyseria                   | Kraj produkcji    |
| ------------------------------------ | ------------------------------------- | --------------------------- | ----------------- |
| 10e chambre – Instants d’audience    | 10e chambre – Instants d’audience     | Raymond Depardon            | Francja           |
| Bab el shams                         | باب الشمس Bab el shams                | Yousry Nasrallah            | Egipt             |
| Zły Mikołaj                          | Bad Santa                             | Terry Zwigoff               | Stany Zjednoczone |
| Cinéastes à tout prix                | Cinéastes à tout prix                 | Frédéric Sojcher            | Belgia            |
| Z ostatniej chwili                   | 大事件 Dai si gin                     | Johnnie To                  | Hongkong          |
| Świt żywych trupów                   | Dawn of the Dead                      | Zack Snyder                 | Stany Zjednoczone |
| De-Lovely                            | De-Lovely                             | Irwin Winkler               | Stany Zjednoczone |
| Épreuves d'artistes                  | Épreuves d’artistes                   | Samuel Faure i Gilles Jacob | Francja           |
| Le fantôme d'Henri Langlois          | Le fantôme d’Henri Langlois           | Jacques Richard             | Francja           |
| Glauber o Filme, Labirinto do Brasil | Glauber o Filme, Labirinto do Brasil  | Silvio Tendler              | Brazylia          |
| Umarłem w dzieciństwie               | Я умер в детстве Ja umier w dietstwie | Gieorgij Paradżanow         | Rosja             |
| Kill Bill 2                          | Kill Bill: Vol. 2                     | Quentin Tarantino           | Stany Zjednoczone |
| Złe wychowanie                       | La mala educación                     | Pedro Almodóvar             | Hiszpania         |
| Nasza muzyka                         | Notre musique                         | Jean-Luc Godard             | Francja           |
| Pięć                                 | پنج Panj                              | Abbas Kiarostami            | Iran              |
| Salvador Allende                     | Salvador Allende                      | Patricio Guzmán             | Chile             |
| Dom latających sztyletów             | 十面埋伏 Shi mian mai fu              | Zhang Yimou                 | Chiny             |
| Kamikaze Girls                       | 下妻物語 Shimotsuma monogatari        | Tetsuya Nakashima           | Japonia           |
| Troja                                | Troy                                  | Wolfgang Petersen           | Stany Zjednoczone |
| Kanał Z – Filmowa obsesja            | Z Channel: A Magnificent Obsession    | Xan Cassavetes              | Stany Zjednoczone |

### Sekcja „Un Certain Regard”
Następujące filmy zostały wyświetlone na festiwalu w ramach sekcji „Un Certain Regard”:
| Tytuł polski            | Tytuł oryginalny                           | Reżyseria                        | Kraj produkcji    |
| ----------------------- | ------------------------------------------ | -------------------------------- | ----------------- |
| 10 on Ten               | ۱۰ روی ده 10 on Ten                        | Abbas Kiarostami                 | Iran              |
| Nelly                   | À ce soir                                  | Laure Duthilleul                 | Francja           |
| Teraz                   | À tout de suite                            | Benoît Jacquot                   | Francja           |
| Aleksandria – Nowy Jork | إسكندرية .. نيويورك Alexandrie... New York | Youssef Chahine                  | Egipt             |
| Zabić prezydenta        | The Assassination of Richard Nixon         | Niels Mueller                    | Stany Zjednoczone |
| Witamy w Szwajcarii     | Bienvenue en Suisse                        | Léa Fazer                        | Szwajcaria        |
| Miecz na księżycu       | 청풍명월 Cheongpung myeongwol              | Kim Ui-seok                      | Korea Południowa  |
| Kroniki                 | Crónicas                                   | Sebastián Cordero                | Ekwador           |
| Frankie                 | Dear Frankie                               | Shona Auerbach                   | Wielka Brytania   |
| Hotel                   | Hotel                                      | Jessica Hausner                  | Austria           |
| Ziemia i popioły        | خاکستر و خاک Khakestar-o-khak              | Atiq Rahimi                      | Afganistan        |
| Kontrolerzy             | Kontroll                                   | Nimród Antal                     | Węgry             |
| Uciec!                  | 路程 Lu cheng                              | Yang Chao                        | Chiny             |
| Marsylia                | Marseille                                  | Angela Schanelec                 | Niemcy            |
| Moolaadé                | Moolaadé                                   | Ousmane Sembène                  | Senegal           |
| W mroku nocy            | Noite Escura                               | João Canijo                      | Portugalia        |
| Namiętność              | Non ti muovere                             | Sergio Castellitto               | Włochy            |
| Waga lekka              | Poids léger                                | Jean-Pierre Améris               | Francja           |
| Schizol                 | Шиза Szyza                                 | Gulszad Omarowa                  | Kazachstan        |
| Salto                   | Somersault                                 | Cate Shortland                   | Australia         |
| Whisky                  | Whisky                                     | Juan Pablo Rebella i Pablo Stoll | Urugwaj           |

## Laureaci nagród

### Konkurs główny
Złota Palma

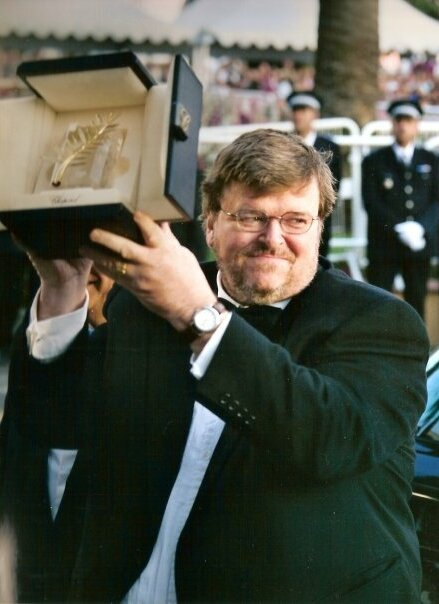
Laureat Złotej Palmy Michael Moore.

- Fahrenheit 9.11, reż. Michael Moore

Grand Prix
- Oldboy, reż. Park Chan-wook

Nagroda Jury
- Choroba tropikalna, reż. Apichatpong Weerasethakul
- Irma P. Hall za rolę w filmie Ladykillers, czyli zabójczy kwintet

Najlepsza reżyseria
- Tony Gatlif – Exils

Najlepsza aktorka
- Maggie Cheung – Czysta

Najlepszy aktor
- Yūya Yagira – Dziecięcy świat

Najlepszy scenariusz
- Jean-Pierre Bacri i Agnès Jaoui – Popatrz na mnie

### Sekcja „Un Certain Regard”
Nagroda Główna

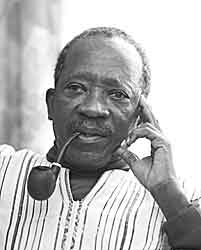
Zwycięzca sekcji „Un Certain Regard” Ousmane Sembène.

- Moolaadé, reż. Ousmane Sembène

Nagroda za oryginalność przekazu
- Whisky, reż. Juan Pablo Rebella i Pablo Stoll

Nagroda dla twórcy obiecującego na przyszłość
- Ziemia i popioły, reż. Atiq Rahimi

### Konkurs filmów krótkometrażowych
Złota Palma dla najlepszego filmu krótkometrażowego
- Korek drogowy, reż. Cătălin Mitulescu

Nagroda Jury dla najlepszego filmu krótkometrażowego
- Nic się nie dzieje, reż. Jonas Geirnaert

Nagroda Cinéfondation dla najlepszej etiudy studenckiej
- I miejsce:  Happy Now, reż. Frederikke Aspöck
- II miejsce:  99 vuotta elämästäni, reż. Marja Mikkonen /  Wycieczka do miasta, reż. Corneliu Porumboiu
- III miejsce:  Fajnie, że jesteś, reż. Jan Komasa

Nagroda Kodaka dla najlepszego filmu krótkometrażowego
- Ryan, reż. Chris Landreth

### Wybrane pozostałe nagrody

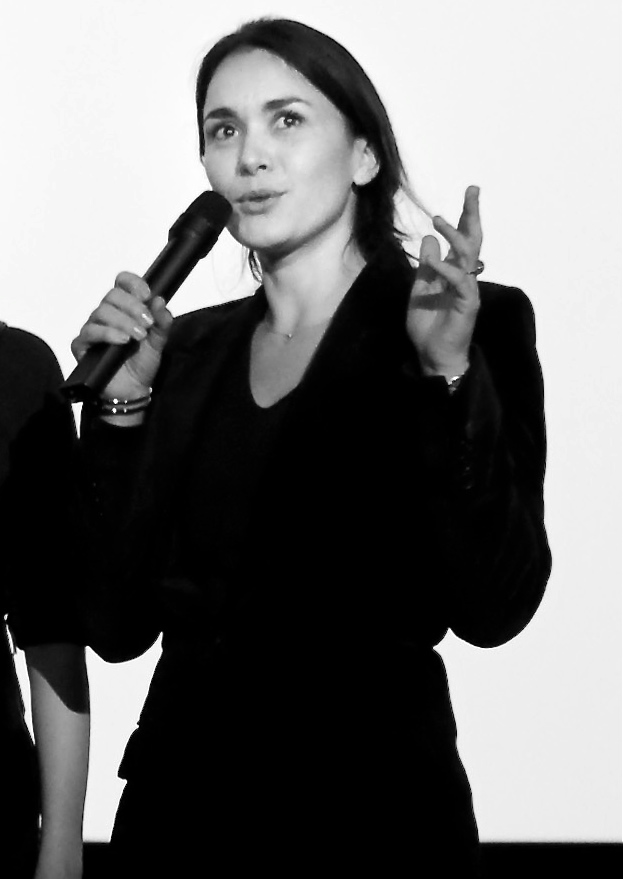
Nagrodzona reżyserka Éléonore Faucher.

Złota Kamera za najlepszy debiut reżyserski
- Or, reż. Keren Yedaya
  - Wyróżnienie Specjalne:  Gorzki sen, reż. Mohsen Amiryoussefi /  Uciec!, reż. Yang Chao

Nagroda Główna w sekcji „Międzynarodowy Tydzień Krytyki”
- Jedwabna opowieść, reż. Éléonore Faucher
- Or, reż. Keren Yedaya

Nagroda Główna w sekcji „Quinzaine des Réalisateurs” – CICAE Award
- En attendant le déluge, reż. Damien Odoul

Nagroda FIPRESCI
- Konkurs główny:  Fahrenheit 9.11, reż. Michael Moore
- Sekcja „Un Certain Regard”:  Whisky, reż. Juan Pablo Rebella i Pablo Stoll
- Sekcja „Międzynarodowy Tydzień Krytyki”:  Pragnienie, reż. Tawfik Abu Wael

Nagroda Jury Ekumenicznego
- Dzienniki motocyklowe, reż. Walter Salles
  - Wyróżnienie:  Moolaadé, reż. Ousmane Sembène

Nagroda Jury Ekumenicznego na 30-lecie jej istnienia za całokształt twórczości artystycznej
- Ken Loach

Nagroda Vulcan dla artysty technicznego
- Éric Gautier za zdjęcia do filmów Czysta i Dzienniki motocyklowe

Nagroda Młodych
- Kontrolerzy, reż. Nimród Antal

Nagroda im. François Chalais dla filmu propagującego znaczenie dziennikarstwa
- Dzienniki motocyklowe, reż. Walter Salles

Nagroda Palm Dog dla najlepszego psiego występu na festiwalu
- W świecie wina, reż. Jonathan Nossiter